# Kingsbury (Texas)
Kingsbury is een plaats (census-designated place) in de Amerikaanse staat Texas, en valt bestuurlijk gezien onder Guadalupe County.

## Demografie
Bij de volkstelling in 2000 werd het aantal inwoners vastgesteld op 652.

## Geografie
Volgens het United States Census Bureau beslaat de plaats een oppervlakte van
74,7 km², waarvan 74,5 km² land en 0,2 km² water. Kingsbury ligt op ongeveer 186 m boven zeeniveau.

## Plaatsen in de nabije omgeving
De onderstaande figuur toont nabijgelegen plaatsen in een straal van 24 km rond Kingsbury.